# Atractosteus
Atractosteus – rodzaj ryb promieniopłetwych z rodziny niszczukowatych (Lepisosteidae).

## Rozmieszczenie geograficzne
Do rodzaju należą gatunki występujące w wodach Ameryki Północnej i Środkowej (włącznie z Kubą i Île des Pins).

## Morfologia
Długość ciała do 305 cm; masa ciała (największa opublikowana) 137 kg.

## Systematyka
Rodzaj zdefiniował w 1820 roku francusko-amerykański przyrodnik Constantine Samuel Rafinesque w artykule poświęconym rybom występującym w rzece Ohio opublikowanym w czasopiśmie Western review and miscellaneous magazine. Gatunkiem typowym jest (oznaczenie monotypowe) niszczuka krokodyla (A. spatula).

### Etymologia
Atractosteus: gr. ατρακoς atrakos ‘wrzeciono’; οστεον osteon ‘kość’.

### Podział systematyczny
Do rodzaju należą następujące występujące współcześnie gatunki:
- Atractosteus spatula (Lacépède, 1803) – niszczuka krokodyla[5]
- Atractosteus tristoechus (Bloch & Schneider, 1801) – niszczuka wielka[6]
- Atractosteus tropicus Gill, 1863

Opisano również gatunki wymarłe:
- Atractosteus strausi[7] (Kinkelin, 1884)
- Atractosteus simplex[8] (Leidy, 1873)